# BMW 315
BMW 315 – samochód osobowy klasy średniej produkowany w latach 1934–1937 przez Bayerische Motoren-Werke AG. Samochód ten zastąpił produkowanego do 1934 r. BMW 303. Łączna produkcja tego samochodu osiągnęła nakład 9535 egzemplarzy.

## Historia Modelu

### „Samochód dla ludu”
W Europie w latach 20. XX wieku samochód nadal był produktem luksusowym, na którego zakup pozwolić mogła sobie tylko niewielka liczba zamożnych klientów, podczas gdy wielka rzesza ludzi marzyła o posiadaniu własnego automobilu. Problem ten rozpoznał również dyrektor naczelny BMW AG, Franz Josef Popp. Przebywając w Stanach Zjednoczonych zwiedził fabrykę Forda, gdzie co minutę z zelektryzowanych linii montażowych zjeżdżał nowy samochód. I tak jedyną możliwością zmotoryzowania mas w Niemczech był wielkoseryjny projekt. W grudniu 1924 r. na łamach czasopisma Motor opublikował artykuł, w którym twierdzi, że poprzedzona gruntowną analizą rynku masowa produkcja małego samochodu jest w Niemczech możliwa. Przy czym doszedł do wniosku, że aby projekt ten osiągnął swoje zamierzenia, samochód nie powinien kosztować więcej niż 1000 dolarów. Dwa miesiące później 3 lutego 1925 na łamach gazety Münchner Augsburger Abendzeitung ponowił on swoją tezę i po raz pierwszy użył nazwy „samochód dla ludu” (niem. Volkswagen). Publikacje te nie znalazły większego odzewu, sam autor nie spodziewał się więc, że 10 lat po ukazaniu się artykułu, temat ten podejmie piastujący od 11 dni urząd kanclerza Niemiec Adolf Hitler. Podczas prezentacji nowego BMW 303 na międzynarodowej wystawie samochodowej w Berlinie w lutym 1933 Adolf Hitler odwiedził stanowisko BMW i przywitał dyrektora naczelnego słowami: „Panie Popp nie 1000 dolarów, a 1000 marek ma on kosztować”. Adolf Hitler za wszelką cenę chciał „podarować” narodowi niemieckiemu Volkswagena i w tym celu zlecił niemieckiemu przemysłowi samochodowemu zaprojektowanie auta, którego cena ma nie przekraczać 1000 marek. Dla firmy BMW, jak i dla innych producentów samochodów małolitrażowych oznaczał to, że w momencie wejścia do sprzedaży bezkonkurencyjnie taniego samochodu Hitlera, rywalizacja w tym segmencie będzie praktycznie niemożliwa. Z tego powodu zarząd firmy zdecydował się więc na zmianę profilu swoich przyszłych samochodów. BMW miało oferować wyłącznie większe, bardziej ekskluzywne samochody klasy średniej i wyższej.

### „Lekki samochód”
Na początku 1933 roku BMW zaprezentowało swój pierwszy samochód klasy średniej. Jednak z dwóch powodów BMW 303 trudno było określić mianem typowego przedstawiciela tej klasy. Po pierwsze nowo zaprojektowany silnik 6-cylindrowy o pojemności skokowej zaledwie 1,2 litra, był najmniejszą jednostką napędową tego typu na świecie. Po drugie wymiary tego pojazdu sprawiły, że w porównaniu do konkurencji BMW 303 nadal był tylko „małym” samochodem. Koncept nowego samochodu miał bazować na jak najszerszym zastosowaniu istniejących już zespołów i podzespołów z innych modeli marki BMW. Niespełna rok od rozpoczęcia produkcji pierwszego 6-cylindrowego silnika zarząd firmy podjął decyzję o powiększeniu pojemności skokowej w nowej jednostce napędowej. Tradycyjnie już kierownictwo projektu objął inżynier Rudolf Schleicher. Nowy silnik przejął główne rozwiązanie techniczne swojego poprzednika, czyli układ górnozaworowy, napęd wałka rozrządu za pomocą łańcucha, oraz układ dwóch gaźników typu solex. Aby optymalnie wykorzystać istniejące już środki produkcyjne postanowiono zachować główne wymiary silnika. Z tego powodu zachowane zostały odstępy pomiędzy cylindrami rzędu 68,5 i 90 mm. Te założenia konstrukcyjne spowodowały, że średnicę cylindra można było powiększyć jedynie o 2 mm do 58 mm. Przyrost pojemności skokowej do zamierzonych 1,5 litra zrealizowano poprzez drastyczne wydłużenie skoku tłoka z 80 do 94 mm. Zmiana ta zmusiła Rudolfa Schleichera do konstrukcji nowego, wyższego bloku silnika, nowych większych korbowodów, oraz tłoków. Przeprowadzone modyfikacje przyczyniły się do powiększenia pojemności skokowej do 1490 cm³, oraz wzrostu mocy do 34 KM. Silnik zdobył renomę jednostki o spokojnej wyważonej pracy, niewielkich wibracjach, oraz bardzo dobrej elastyczności.
Nowe BMW od swojego poprzednika przejęło także zaprojektowaną przez inżyniera Firitza Fiedlera lekką i niezwykle wytrzymałą ramę nośną, wykonaną z rur stalowych o średnicy 90 mm. Stylizacja nadwozia nowego samochodu była również autorstwa Fiedlera. Głównymi elementami stylizacyjnymi różniącymi BMW 315 od swojego poprzednika były: wzorowana na modelach włoskich lekko do tyłu pochylona szyba przednia, powiększone powierzchnie szyb, bardziej zaokrąglona sylwetka samochodu, smukłe przednie błotniki, mniejsze progi i przez to zwiększona przestrzeń wewnątrz auta, oraz do przodu otwierane drzwi umożliwiające bardziej komfortowe wsiadanie i wysiadanie. Tak jak i w dotychczasowych modelach BMW produkcję drewniano-stalowej karoserii zlecono zakładom Daimler-Benz w Sindelfingen.
Samochodem BMW 315 firma po raz pierwszy uzyskała renomę producenta samochodów sportowych o wysokim standardzie technicznym. Tajemnica bardzo dobrych właściwości jezdnych leżała przede wszystkim w lekkiej i stabilnej ramie nośnej, oraz w zmodyfikowanym silniku 6-cylindrowym, który uważany był za najlepszą jednostkę napędową swoich czasów. Łączna masa samochodu wynosiła zaledwie 850 kg, co sprawiło, że BMW 315 był znacznie lżejszy od innych modeli w klasie średniej. Z tego powodu prasa „ochrzciła” BMW 315 mianem lekki samochód (niem. der Leichtwagen), a firma BMW podchwyciła ten pomysł i nazwa ta była szeroko stosowana w kampanii reklamowej nowego modelu. Stosunkowo niewielka masa samochodu, jak i silnik o bardzo dobrej elastyczności były gwarantem znakomitych osiągnięć tego samochodu. W 1935 r. dziennikarze gazety Allgemeine Automobil Zeitung zachwyceni właściwościami jezdnymi na łamach swojej gazety w ten sposób opisali osiągnięcia BMW 315 Wyniki te uzyskiwane są jedynie w amerykańskich samochodach, BMW 315 przyspiesza na trzecim biegu z prędkości 60 km/h do 100 km/h w niespełna 10 sekund. Jedynie wnętrze samochodu nie znalazło uznania w oczach krytyków.

### Dane Techniczne
| | BMW 315 1934–1937 |
| --- | --- |
| Układ napędowy | |
| Liczba cylindrów średnica cylindra / skok tłoka pojemność skokowa zasilanie paliwem moc stopień sprężania skrzynia biegów przełożenie bieg I przełożenie bieg II przełożenie bieg III przełożenie bieg IV przełożenie bieg wsteczny | 6 58 / 94 mm 1490 cm³ dwa gaźniki pionowe Solex 26 BFLV 34 KM przy 3500 obr./min 1 : 5,6 ręczna / 4 biegi 1 : 4,08 1 : 2,35 1 : 1,52 1 : 1,0 1 : 3,53 |
| Dane techniczne: wymiary | |
| rozstaw osi rozstaw kół Długość Szerokość Wysokość masa własna | 2400 mm 1153 mm przód / 1270 mm tył 3900 mm 1500 mm 1550 mm 835 kg                                                                                    |
| Dane techniczne: osiągi / ogólne | |
| prędkość maksymalna zużycie paliwa pojemność baku ciężar maksymalny liczba egzemplarzy | 100 km/h 10,5 l/100 km 35 litrów 1195 kg 9535 szt. |